# Villiers-sur-Marne
Villiers-sur-Marne je francouzské město ležící v departementu Val-de-Marne v regionu Île-de-France. Je součástí tzv. Velké Paříže.

## Geografie
Město leží asi 15 kilometrů jihovýchodně od Paříže. Navzdory jeho názvu jím řeka Marna vůbec neprotéká, regionem prochází západněji. Přídomek "Marne" se v názvu města pravděpodobně objevil díky faktu, že podloží města je tvořeno modrým slínem (marne bleue). Ten je v období sucha nestabilní a v oblasti se to často projevuje, např. trhlinami v půdě.

## Historie
V roce 1870 se ve východně od centra (dnešní IKEA) odehrála bitva známá jako bitva u Champigny, jedna z bitev obléhání Paříže v rámci prusko-francouzské války.
Ve 30. letech 20. století se vesnice Villiers-sur-Marne díky silné obytné zástavbě, především v oblasti Bois de Gaumont, rozrostla na město.
V rámci urbanistického rozvoje celé oblasti Marne-la-Vallée, kam Villiers-sur-Marne patří, jsou postupně zastavovány volné pozemky a brownfieldy.
Ve městě by měla vyrůst první zalesněná dřevostavba v Evropě: italský architekt Stefano Boeri navrhl pro Villiers-sur-Marne 54 metrů vysoký multifunkční dům Forêt Blanche (Bílý les), na jehož fasádě by mělo nalézt místo 2000 stromů, keřů a dalších rostlin. Vzorem je Bosco Verticale v Miláně od téhož architekta, tato stavba nicméně není dřevěná.

## Pamětihodnosti
- kostel Saint-Jacques-Saint-Christophe
- muzeum Emile-Jean
- mediatéka Jean-Moulin
- konzervatoř Clauda Debussyho
- centrum současného umění Aponia

## Významné osobnosti
- Louis de Funès zde strávil dětství, navštěvoval školu Jules-Ferry.
- Vanessa Paradis, zpěvačka a bývalá manželka Johnnyho Deppa, zde strávila své dětství a dospívání.
- Žila zde také Hayat Boumeddiene, manželka a předpokládaná spolupracovnice Amedyho Coulibalyho, jednoho z hlavních podezřelých z teroristický útoků na redakci časopisu Charlie Hebdo v Paříži v lednu 2015.[3]

## Galerie

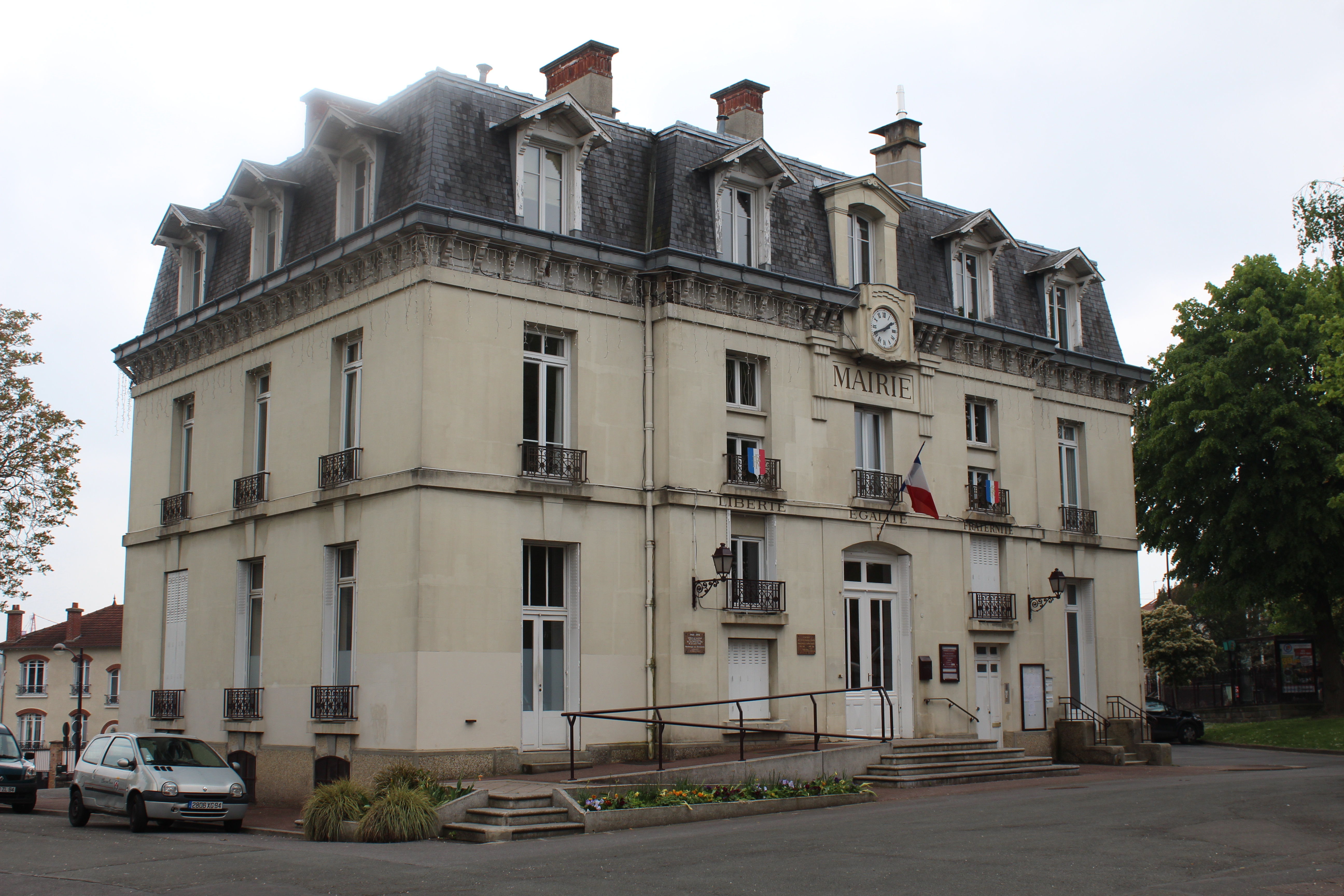
Radnice
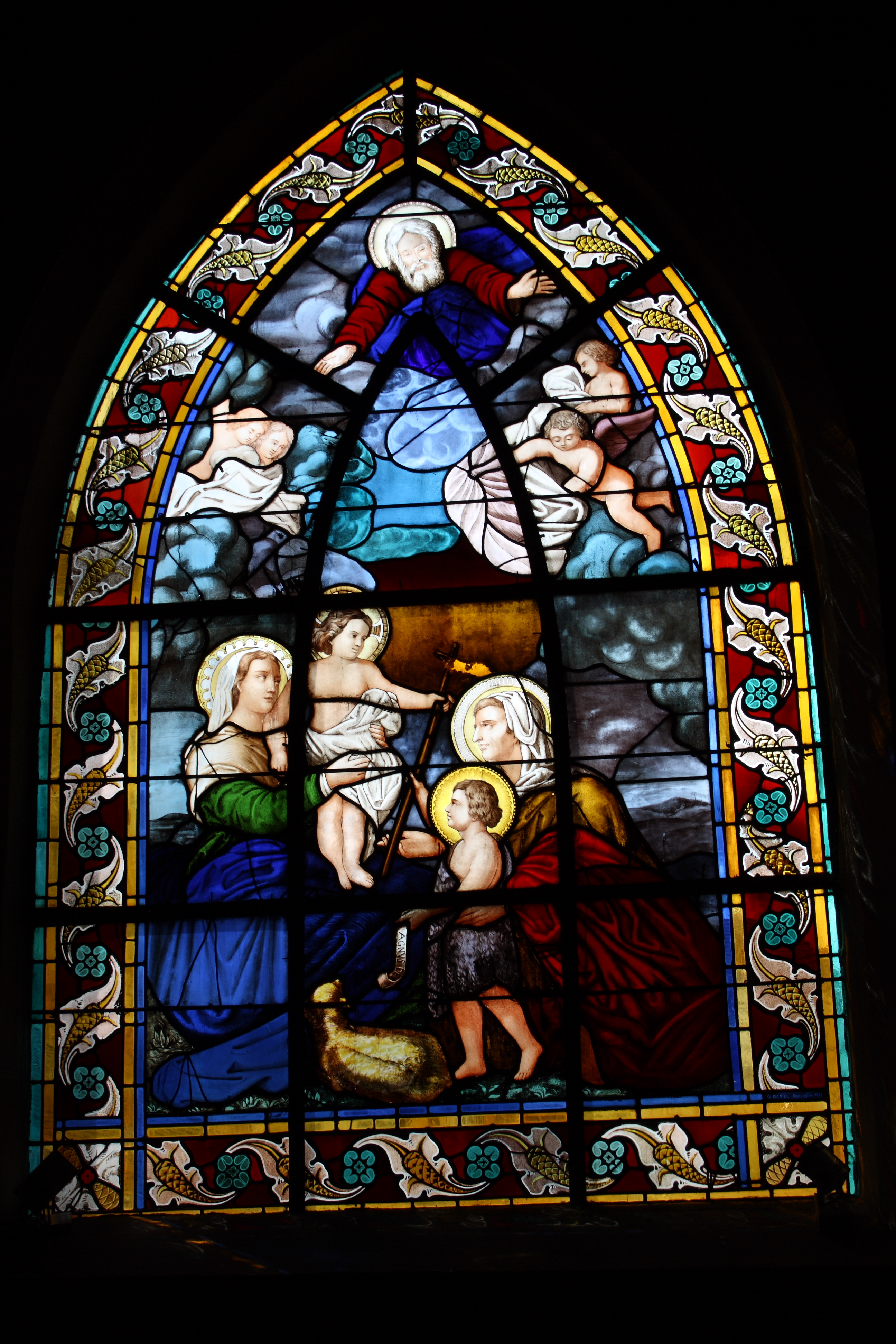
Interiér kostela Saint-Jacques-Saint-Christophe
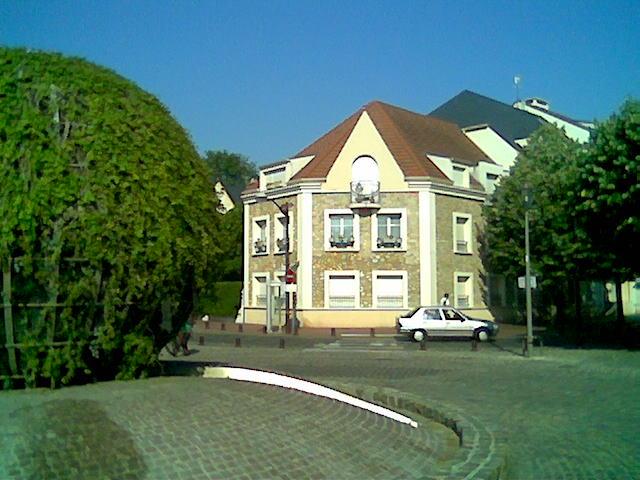
Centrum města
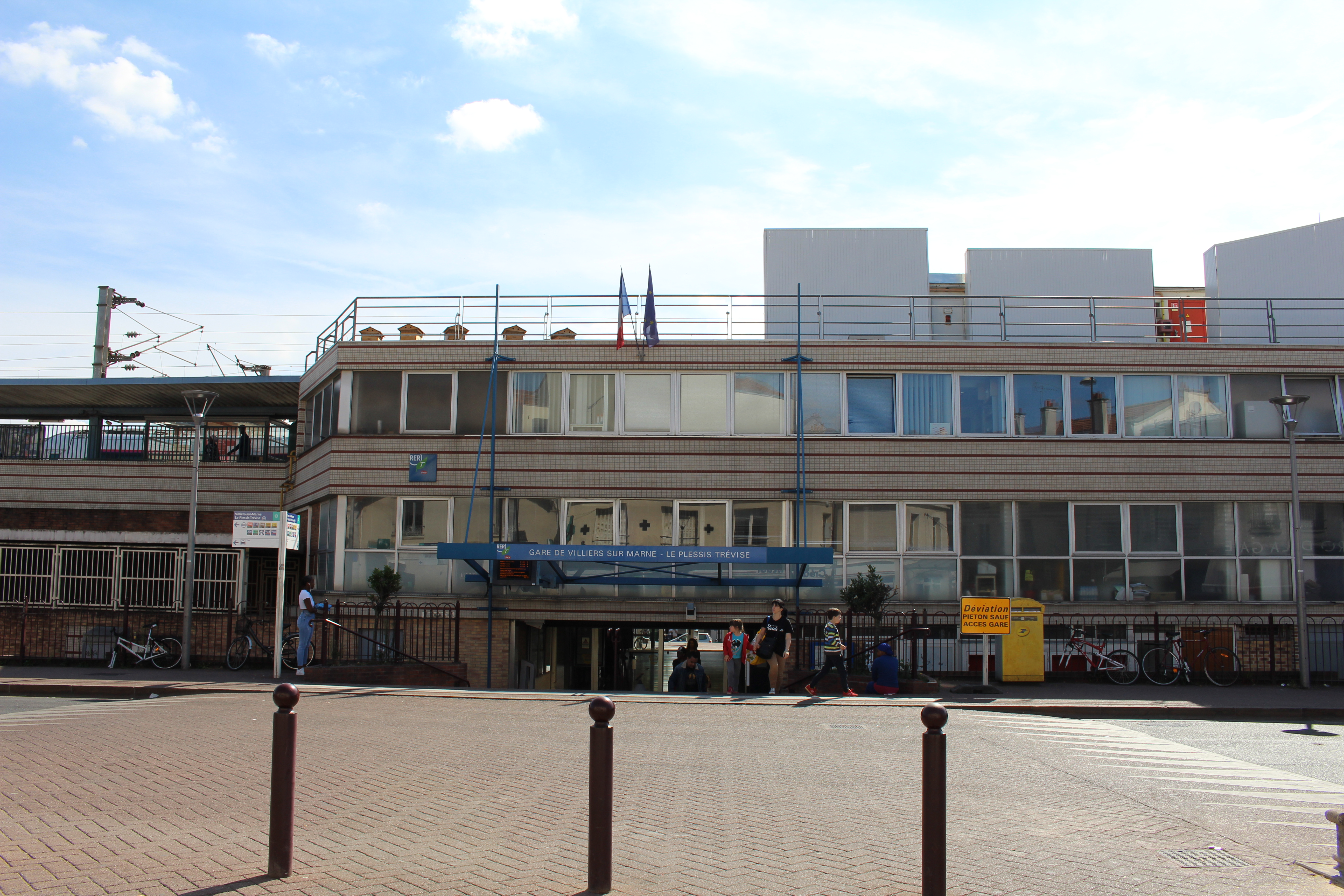
Nádraží